# ماجد مهنا عليان
ماجد مهنا عليان (1965 – 2008) شاعر فلسطيني من مواليد شفا عمرو، درس حتى الثانوية في شفا عمرو وتخرج في دار المعلمين العرب في حيفا، ثم درس اللغة العربية وآدابها في جامعة حيفا.